# Język rikou
Język rikou (a. ringgou, renggou), także: landu, oepao – język austronezyjski używany w prowincji Małe Wyspy Sundajskie Wschodnie w Indonezji, we wschodniej części wyspy Roti (Rote). Według danych z 2011 roku posługuje się nim 12 tys. osób.
Dzieli się na dialekty: rikou, landu, oe pao (oepao). Jeden z języków rote. Bywa włączany pod pojęcie języka roti (rote). Forma „ringgou” pochodzi z innych języków wyspy.
Z danych Ethnologue wynika, że pozostaje w powszechnym użyciu, w różnych sferach życia. Jego użytkownicy posługują się także językiem indonezyjskim.
W piśmiennictwie stosuje się alfabet łaciński.